# طائر المظلة طويل الغبب
طائر المظلة طويل الغبب (الاسم العلمي: Cephalopterus penduliger) هو نوع من طائر المظلة ينتمي إلى الفصيلة القطنجية. تشمل أسمائه الشائعة "Pájaro Bolsón" و "Pájaro Toro" و "Dungali" و "Vaca de Monte". يعتبر طائر المظلة طويل الغبب نادرًا ويتواجد في الغابات الرطبة إلى الرطبة والغابات الضبابية. غالبًا ما توجد على منحدرات المحيط الهادئ في جنوب غرب كولومبيا وغرب الإكوادور، ولكنها توجد أحيانًا على مرتفعات منخفضة.

## الوصف
يبلغ ارتفاع الذكر 40-42 سم، وتكون الأنثى أصغر بقليل حيث تتراوح ارتفاعها ما بين 35 و 37 سم.  كلا الجنسين قصير الذيل و كلاهما له عُرف على رؤوسهم؛  ويكون الذكر أطول قليلاً بحوالي 20-30 سم. يتميز الذكر بغَبَب طويل من الرئيس على حلقه، في حين أن الإناث والأحداث ليس لديهم غبب أو أصغر بكثير. 